# Атлантик (Пенсилванија)
Атлантик (енгл. Atlantic) насељено је место без административног статуса у америчкој савезној држави Пенсилванија.

## Демографија
По попису из 2010. године број становника је 77, што је 34 (79,1%) становника више него 2000. године.
| Група             | 2000.       | 2010.       |
| Белци             | 43 (100,0%) | 77 (100,0%) |
| Афроамериканци    | 0 (0,0%)    | 0 (0,0%)    |
| Азијати           | 0 (0,0%)    | 0 (0,0%)    |
| Хиспаноамериканци | 0 (0,0%)    | 0 (0,0%)    |
| Укупно            | 43          | 77          |